# Грецов, Виктор Никитович
Виктор Никитович Грецов (7 ноября 1907 — 29 апреля 1986) — советский военачальник, генерал-майор (1954).

## Биография
Родился 7 ноября 1907 года в деревне Заречье, ныне в Новосильском районе Орловской области. Русский.

### Военная служба
В Красной армии с октября 1926 года — курсант Объединенной военной школы им. ВЦИК в Москве. После завершения обучения в мае 1930 года был назначен в артиллерийский полк Московской Пролетарской стрелковой дивизии, где проходил службу командиром артиллерийского взвода и взвода учебного дивизиона, командиром артиллерийской и учебной батарей, помощником начальника и начальником полковой школы.
В августе 1939 года, при развертывании дивизии в корпус, был назначен начальником штаба 358-го легкого артиллерийского полка 126-й стрелковой дивизии, с декабря 1940 года исполнял должность заместителя командира этого полка. Участвовал с ним в походе в Западную Белоруссию (1939) и в Латвию (1940).
В мае 1941 года переведен в 191-ю стрелковую дивизию ЛВО начальником штаба 484-го артиллерийского полка. Накануне войны дивизия дислоцировалась в районе города Кингисепп и была укомплектована личным составом на 50 %.

### Великая Отечественная война
С началом войны дивизия с 24 июня 1941 года была включена в состав Северного фронта и в ночь на 25 июня выступила в район Финского залива для ликвидации вражеского десанта. Второй её эшелон занял оборону на рубеже Чудское озеро — город Нарва. В июле — августе её части вели упорные оборонительные бои в составе Лужской оперативной группы и Кингисеппского участка обороны. 18 августа дивизия отошла на рубеж реки Луга и с 22 августа вошла в подчинение 8-й армии. В дальнейшем в её составе она вела бои на подступах к Петергофу и обороняла город Ораниенбаум.
В октябре 1941 года капитан Грецов был назначен заместителем командира 484-го артиллерийского полка, переименованного позднее в 1081-й. В том же месяце дивизия была включена в состав 54-й армии и участвовала в Синявинской операции, прикрывая переправу наших войск через реку Нева. В конце октября она была передислоцирована в район Тихвина и, войдя в 4-ю отдельную армию, участвовала в Тихвинских оборонительной и наступательной операциях. За образцовое выполнение боевых заданий командования при освобождении города Тихвин и при преследовании противника вдоль ж. д. Тихвин — Волхов Грецов был награждён орденом Красного Знамени.
Член ВКП(б) с ноября 1941 года.
С января 1942 года вступил в командование 1081-м артиллерийским полком. В составе 191-й стрелковой Краснознаменной дивизии 2-й ударной армии Волховского, а с 23 апреля — Ленинградского фронтов участвовал в Любанской наступательной операции. С 17 февраля 1942 года части дивизии были отрезаны и вели бои в окружении, где понесли большие потери. После выхода из кольца и пополнения с 27 февраля дивизия вела бои в районе населённых пунктов Червинская Лука, Малая Броница, Ручьи.
С 28 апреля 1942 года майор Грецов исполнял обязанности начальника артиллерии 191-й стрелковой дивизии. 8 мая 1942 года она была передана 59-й армии и занимала оборону во втором эшелоне в районе Мясного Бора. 30 мая противник перерезал коммуникации 2-й ударной армии, и два полка дивизии оказались в окружении. В течение двадцати шести суток оставшимися силами (546-й стрелковый полк, артполк и спецподразделения) дивизия сдерживала натиск противника и обеспечивала выход частей 2-й ударной армии, затем с 28 июня заняла оборону по восточному берегу реки Волхов. С 10 августа дивизия вновь была передана 2-й ударной армии Волховского фронта и с 6 сентября участвовала в Синявинской наступательной операции.
С 23 сентября по 2 ноября 1942 года Грецов временно командовал 191-й стрелковой Краснознаменной дивизией. 29 сентября противник прорвал оборону советских войск на соседнем участке, перерезал коммуникации и вышел в район Гайтолово. В этих условиях дивизия получила приказ занять оборону в районе Апраксина городка. С 1 октября она находилась в непосредственном подчинении командующего Волховским фронтом, с 15 по 20 октября вела бои по ликвидации прорвавшегося противника северо-восточнее Синявино. С 20 октября дивизия была переведена в 59-ю армию и сосредоточилась в районе Большой Вишеры для пополнения. С приходом назначенного на должность командира дивизии полковника Потапова с 3 ноября подполковник Грецов вернулся на должность начальника артиллерии дивизии. 10 декабря дивизия была передислоцирована на синявинское направление и включена в состав 2-й ударной армии Волховского фронта. С 14 января 1943 года дивизия принимала участие в боях по прорыву блокады Ленинграда. Её части прорвали оборону противника, перерезали дорогу Гонтовая Липка — Синявино и отбросили противника в юго-западном направлении.
С марта 1943 года полковник Грецов командовал 5-м запасным артиллерийским полком Волховского фронта, при котором были развернуты фронтовые курсы по подготовке командиров батарей, 15-й отдельный учебный дивизион резерва офицерского состава, два дивизиона резерва офицерского состава и учебный дивизион по подготовке сержантов артиллерии.
В феврале 1944 года назначен командующим артиллерией 8-го гвардейского танкового корпуса РВК в котором воевал до конца войны. В составе войск 1-го и 2-го Белорусских фронтов корпус участвовал в Люблин-Брестской, Восточно-Прусской, Млавско-Эльбингской и Восточно-Померанской наступательных операциях.

### После войны
С октября 1946 года полковник Грецов исполнял должность инспектора, а с августа 1948 года старшего инспектора артиллерии Инспекции артиллерии Главной инспекции ВС СССР.
С марта 1957 года генерал-майор артиллерии Грецов — старший инспектор Инспекции Сухопутных войск Главной инспекции МО СССР.
12 января 1961 года уволен в запас.

## Награды
- два ордена Ленина (25.09.1944, 19.11.1951)
- пять орденов Красного Знамени (17.12.1941, 19.02.1945, 14.06.1945, 05.11.1946, 05.11.1946)
- два ордена Отечественной войны I степени (08.04.1943, 06.04.1985)
- орден Красной Звезды (03.11.1944)
  - Медали СССР в том числе:
  - «За оборону Ленинграда»
  - «За Победу над Германией в Великой Отечественной войне 1941—1945 гг.»
  - «Ветеран Вооружённых Сил СССР»

Приказы (благодарности) Верховного Главнокомандующего, в которых отмечен В. Н. Грецов.
- За овладение городами Восточной Пруссии Остероде и Дейч-Эйлау — важными узлами коммуникаций и сильными опорными пунктами обороны немцев. 22 января 1945 года. № 244[1]